# Верховенство права
Верхове́нство пра́ва (госпо́дство пра́ва, верхове́нство зако́на, госпо́дство зако́на, англ. rule of law) — политический принцип, согласно которому все люди и институты в стране, государстве или сообществе подчиняются одним и тем же законам, включая законодателей и лидеров. Часто это выражается фразой «никто не выше закона». Термин «верховенство права» тесно связан с конституционализмом и понятием правового государства. Он описывает политическую ситуацию, а не конкретное правовое правило. В «Энциклопедии Британника» верховенство права определяется как «механизм, процесс, институт, практика или норма, которые обеспечивают равенство всех граждан перед законом, гарантируют не произвольную форму правления и, в более общем смысле, предотвращают произвольное использование власти».
Верховенство закона подразумевает, что все подзаконные акты и акты правоприменения подчиняются и не противоречат закону.

## Определения и интерпретации
Верховенство права — это правовое понятие, определяемое по-разному, в зависимости от подхода к пониманию права.
Согласно естественно-правовой теории, верховенство права требует, чтобы все нормативные правовые акты (в том числе, конституция и законодательство) и вся деятельность государственной власти были подчинены защите достоинства, свободы и прав человека.
Генеральный секретарь ООН Коффи Аннан в 2004 г. определил верховенство права как принцип управления, в соответствии с которым все лица, учреждения и структуры, государственные и частные, в том числе само государство, функционируют под действием законов, которые были публично приняты, в равной степени исполняются и независимо реализуются судебными органами и которые совместимы с международными нормами и стандартами в области прав человека.
Организация World Justice Project, автор Индекса верховенства права, определяет верховенство права как устойчивую систему законодательства, государственных и общественных институтов, принципов и правил общежития, обеспечивающих реализацию четырех универсальных принципов: ответственности, справедливости законов, открытости управление, доступности и беспристрастности правосудия.
Украинский ученый-юрист А. Н. Костенко, исходя из теории социального натурализма, предложил интерпретировать принцип верховенства права как «принцип верховенства законов естественного права».

## Основные положения
В современной философии права верховенство права противостоит идее того, что отдельные должностные лица или органы власти могут быть выше закона либо обладать чрезмерно широкими полномочиями и таким образом осуществлять произвол. Доктрина верховенства права требует, чтобы нормы были опубликованными, стабильными и предсказуемыми в своём применении. Она требует доступности системы правосудия и её независимости от исполнительной и законодательной ветвей власти с тем, чтобы судьи выносили решения только на основании фактов и законов. В современных вариантах доктрины также утверждается, что члены общества должны иметь возможность участвовать в создании и изменении законов, которые регулируют их поведение.
Выделяют две основные концепции верховенства закона: формальную и содержательную («тонкую» и «толстую» в английской традиции, связанные с теориями правового позитивизма и естественного права, соответственно). Формальная трактовка верховенства закона не делает суждения о справедливости самих норм, а определяет процедурные атрибуты, которые должна иметь правовая система. Этот подход стремится изолировать эффективность и предсказуемость работы системы от этических вопросов о её ответственности за результат. Содержательные трактовки верховенства права выдвигают требования к содержанию законов и явным образом включают фундаментальные права человека, которые, как утверждают эти концепции, вытекают из высших неписаных принципов законности, морали и справедливости. Такие интерпретации значительно усилили своё влияние после Нюрнбергского процесса, который признал руководство нацистской Германии преступниками вопреки их формальному соблюдению законов, а также после правозащитной деятельности Махатмы Ганди и Мартина Лютера Кинга. Чтобы не путать формальную трактовку с содержательной, Парламентская ассамблея Совета Европы рекомендует для первой использовать термин «верховенство закона», а для последней «верховенство права».
Согласно определению, данному в 2004 году в докладе Генерального секретаря ООН «Господство права и правосудие переходного периода в конфликтных и постконфликтных обществах», «Господство права — это понятие, составляющее саму суть миссии ООН. Речь идет о таком принципе управления, в соответствии с которым все лица, учреждения и структуры, государственные и частные, в том числе само государство, функционируют под действием законов, которые были публично приняты, в равной степени исполняются и независимо реализуются судебными органами и которые совместимы с международными нормами и стандартами в области прав человека. Для этого также необходимы меры, обеспечивающие соблюдение принципов примата права, равенства перед законом, ответственности перед законом, беспристрастного применения законов, разделения властей, участия в принятии решений, правовой определенности, недопущения произвола и процессуальной и правовой транспарентности».
В. Е. Чиркин выделял такие признаки верховенства права:
1. право закрепляет (прежде всего в конституциях) основы общественного, государственного строя и правового положения личности, и на этой базе развиваются (должны развиваться) все другие отношения в обществе;
2. право от имени суверенной публичной власти — государственной власти, а в конечном счете от имени власти народа, общества устанавливает общественно значимые возможности, субъективные права-притязания и долженствование, регулирует (стимулирует, поощряет, ограничивает, запрещает и др.) все основные отношения в обществе, которые должны быть урегулированы и поддаются правовому регулированию;
3. право определяет меру регулирования, осуществляемого другими властями в обществе (например, общественной властью добровольных объединений в отношении их членов или персональной родительской властью в семье);
4. верховенство права означает связанность правом поведения и деятельности всех физических и юридических лиц, объединений, сообществ, органов государства и самого государства.

Венецианская комиссия в 2011 г. выделила восемь составляющих верховенства права:
1. открытый доступ к закону (положения которого должны быть понятными и предсказуемыми);
2. решение вопросов юридических прав, как правило, на основании закона, а не по усмотрению;
3. равенство перед законом;
4. осуществление власти в соответствии с законом, справедливо и разумно;
5. защита прав человека;
6. предоставление средств для урегулирования споров без неоправданных издержек или отсрочек;
7. справедливый суд;
8. соблюдение государством своих обязательств в рамках как международного, так и национального права.

## История
Концепция верховенства права известна ещё с давних времён, когда древнегреческий философ Аристотель писал: «Править должен закон». Термин используется с начала XVII века (петиция Якову I со стороны Палаты общин в 1610 году; несколько раньше эта идея прозвучала в решении Суда общих тяжб под председательством Эдварда Кока, хотя сам король считал подобный взгляд на свою власть «изменой»). Сама концепция значительно старше и далеко не всегда связана с представлениями о демократии в современном смысле. Например, Аристотель настаивал, что «править должен закон». Схожих взглядов придерживался Цицерон, который говорил: «Все мы — рабы законов». Закон абсолютизировали древнекитайские «легисты» — приверженцы школы фацзя, в период нахождения у власти устанавливавшие в государстве, как правило, очень суровые наказания за многочисленные проступки. Однако, с точки зрения легистов, закон должен был быть не средством народа обуздывать властителей, а скорее средством для властителей управлять народом. Напротив, в XIII веке Фома Аквинский утверждал, что именно верховенство закона представляет собой установленный Богом «естественный порядок».
Идея, что свобода действий обладающих властью лиц должна иметь правовые ограничения, характерна прежде всего для англосаксонской правовой традиции (в XVIII в. — Джон Локк, Сэмюэл Джонсон, Томас Пейн, Джон Адамс). Во многом, несмотря на некоторые различия в акцентах, верховенство права близко к развивавшемуся в романо-германской правовой философии понятию «правовое государство» (нем. Rechtsstaat, фр. État de droit). Использование той или иной терминологии связано главным образом с различиями в правовых обычаях и их истории.

Самый древний источник, в котором утверждается идея подчинения власти закону, — Тора (часть Святого Писания) Моисея, согласно традиционной точке зрения жившего в XIII в. до н. э.:
Когда он (царь) сядет на престоле царства своего, должен списать для себя список закона сего с книги, находящейся у священников левитов, и пусть он будет у него, и пусть он читает его во все дни жизни своей, дабы научался бояться Господа, Бога своего, и старался исполнять все слова закона сего и постановления сии; чтобы не надмевалось сердце его пред братьями его, и чтобы не уклонялся он от закона ни направо, ни налево, дабы долгие дни пребыл на царстве своём он и сыновья его посреди Израиля.
В Средние века эта идея получает силу государственного закона и в нееврейском мире, когда высшим источником истины в нём также становится Святое Писание. Согласно этому источнику, «закон (Бога) — истина». Этот закон был общей основой всех политических и правовых доктрин Средневековья. Но ещё ранее, во время христианизации Римской империи, в 390 г. христианский император Феодосий I уже был вынужден подчиниться закону и принести публичное покаяние.
В 1215 г. английский король, признавая над собой главенство Христа, подписал Великую хартию вольностей, устанавливавшую принцип подчинения власти праву. В том же веке придворный судья Генри де Брактон (ум. в 1268 г.) впервые систематизировал основные нормы английского права. Его трактат De legibus et consuetudinibus Anglia («О законах и обычаях Англии») сыграл важнейшую роль в становлении средневековой Англии. Он утверждал, что «король должен быть не под человеком, а под богом и законом, потому что закон делает короля королём».
И в дальнейшем законодательные акты средневековой Европы регулировали власть монархов, опираясь на главенство Христа и верховенство Святого Писания. Так в 1221—1225 гг. судья Эйке фон Репков составил Саксонское зерцало — старейший правовой сборник Германии, который послужил основой для Швабского зерцала и для права города Магдебурга (см. Магдебургское городское право), откуда распространился в Голландии, Лифляндии и Польше.
В 1525 г. крестьянами Швабии был принят манифест Реформации Двенадцать статей.
В 1571 г. Парламентским Актом в Англии были утверждены 39 статей (см. ст. 37).
Билль о правах 1689 г. ещё более ограничил власть английских монархов и декларировал права и свободы подданных.
Так, опираясь на имя Христа и высоту его закона, идея верховенства права получила силу государственного закона в средневековой Европе, а абсолютная монархия, унаследованная от Римского права, превратилась в монархию, ограниченную законами.
В дальнейшем нормативно-правовые акты демократических государств перестали признавать главенство Христа и верховенство Святого Писания. Однако эти государства не перестали строить свои законодательства на принципе верховенства права, но продолжили развитие этого принципа в своём законотворчестве, положив его основой современного мироустройства.

## Измерение уровня верховенства права
Проект World Justice Project публикует ежегодный индекс по странам мира, который включает 8 показателей: ограничение власти государства, отсутствие коррупции, порядок и безопасность, фундаментальные права, открытость правительства, правоприменение, гражданское правосудие и уголовное правосудие. С 2015 г. индекс измеряется по шкале 100 баллов, что позволяет сравнивать положение стран в индексе по годам.
По данным Индекса, 2020 г. в России наблюдается устойчивое ухудшение ситуации с верховенством права. В 2023 г., Россия занимала 113-е место в мире из 142 оцениваемых стран по уровню верховенства права, наряду с такими странами, как Нигер, Либерия, Сьерра-Леоне и Гватемала.
| Год  | Место (из числа стран) | Балл (из 100) | Динамика балла |
| ---- | ---------------------- | ------------- | -------------- |
| 2015 | 75/102                 | 47            |                |
| 2016 | 92/113                 | 45            | -2             |
| 2017 | 89/113                 | 47            | +2             |
| 2018 | 89/113                 | 47            | 0              |
| 2019 | 88/126                 | 47            | 0              |
| 2020 | 94/128                 | 47            | 0              |
| 2021 | 101/139                | 46            | -1             |
| 2022 | 107/140                | 45            | -1             |
| 2023 | 113/142                | 44            | -1             |

Чем ниже меньше балл, тем ниже место, и, соответственно, хуже состояние верховенства права в стране.

## Экономическая роль
Верховенство закона является необходимым условием устойчивого экономического роста. По мнению американского экономиста, нобелевского лауреата Джозефа Стиглица, от верховенства закона, инфраструктуры и технологий, которые создавались веками, выигрывает каждая американская компания. Стиглиц пишет (обращаясь к гражданам США): «Попробуйте спросить себя: чего я добился бы, если бы мои родители жили в глухой деревне в Папуа — Новой Гвинее или Конго?»